# Ричмонд, Джордж
Джордж Ричмонд (англ. George Richmond; 28 марта 1809 — 19 марта 1896) — английский художник, член Арундельского общества.

## Биография
Сын живописца-миниатюриста Томаса Ричмонда. Его брат также был портретистом. Учился в школе Королевской академии художеств, где познакомился с Сэмюэлом Палмером, с которым дружил всю жизнь. Когда Ричмонду исполнилось шестнадцать, он познакомился с Уильямом Блейком. Он оказал большое влияние на раннее творчество Джорджа Ричмонда. Ричмонд, Палмер и Эдвард Калверт составляли ядро кружка «Древние» («The Ancients»), состоявшего из художников, пишущих в манере Блейка. В 1828 году Ричмонд отправился в Париж, чтобы изучать искусство и анатомию.
После женитьбы в 1831 году, Ричмонд писал в основном портреты, став одним из самых плодовитых портретистов Викторианской эпохи.
Ричмонд похоронен на Хайгейтском кладбище.
Отец художника Уильяма Блейка Ричмонда, дед морского историка, адмирала Герберта Ричмонда.